# Крессанж
Кресса́нж (фр. Cressanges) — коммуна во Франции, находится в регионе Овернь. Департамент коммуны — Алье. Входит в состав кантона Ле-Монте. Округ коммуны — Мулен.
Код INSEE коммуны — 03092.

## Население
Население коммуны на 2008 год составляло 659 человек.
| 1962 | 1968 | 1975 | 1982 | 1990 | 1999 | 2008 |
| ---- | ---- | ---- | ---- | ---- | ---- | ---- |
| 797  | 884  | 710  | 693  | 715  | 670  | 659  |

## Экономика
В 2007 году среди 429 человек в трудоспособном возрасте (15—64 лет) 336 были экономически активными, 93 — неактивными (показатель активности — 78,3 %, в 1999 году было 68,3 %). Из 336 активных работали 306 человек (170 мужчин и 136 женщин), безработных было 30 (16 мужчин и 14 женщин). Среди 93 неактивных 25 человек были учениками или студентами, 33 — пенсионерами, 35 были неактивными по другим причинам.